# Снетков, Николай Афанасьевич
Николай Афанасьевич Снетков (12 декабря 1935, Москва — 14 марта 2005, Москва) — советский хоккеист, арбитр. Мастер спорта. Судья всесоюзной и международной категории.

## Биография
Детство, юность прошли на стадионе «Юных пионеров». Играл в футбольной команде, в 1952 году участвовал в первенстве Союза в составе сборной Москвы.
Но в итоге выбрал хоккей с шайбой. Игровое амплуа — нападающий. Выступал за Локомотив (М), играл в одной тройке с Виктором Якушевым и Виктором Цыплаковым. Бронзовый призёр чемпионата СССР 1961.
В чемпионатах СССР — более 180 матчей, забросил 140 шайб.
Серебряный призёр ЧМ -1959, бронзовый призёр ЧМ-1961.

Чемпион Европы - 1959, серебрянный призер ЧЕ — 1961.На ЧМЕ — 9 игр, 7 голов.
В 1964—68 судил матчи высшей лиги. 4 раза входил в десятку лучших судей. В 1966—68 судил международные матчи, в том числе ЧМЕ 1966, 1967 и  ЗОИ 1968.
Окончил МИИТ. В 1962 получил предложение от КГБ перейти на работу. Немного подумав, согласился. В 1968-82 под дипломатическим прикрытием работал в Индии, Пакистане, Европе и Америке. Занимался вербовкой осведомителей. В 1982-91 годах служил в СССР. Полковник КГБ в отставке.
В 90-е работал руководителем станции космической связи по обеспечению международных переговоров.
Был женат, сын.
Авто книги «Двенадцать и одна».
Умер в 2005 году. Похоронен на Алексеевском кладбище.